# Rezbarjenje v slonovini
Rezbarjenje v slonovini je umetnost rezbarjenja v slonovini in drugih živalskih zobeh ali oklih, z uporabo ostrih orodij za rezanje, bodisi mehanično ali ročno.
Ljudje so že v prazgodovini okrasno rezljali slonovino, čeprav je bila do odprtja notranjosti Afrike v 19. stoletju običajno redka in drag material za luksuzne izdelke. Mogoče je doseči zelo fino podrobnost in ker material, za razliko od plemenitih kovin, nima nobene posebne vrednosti in ga ni mogoče enostavno reciklirati, je stopnja ohranitve slonovine precej višja kot pri drugih materialih. Rezbarije so bile posebej pomembne v srednjem veku v Evropi in Bizancu, zlasti zato, ker je nastale ali so ohranjene tako majhne kot monumentalne skulpture. 

## Material
Slonovina se nikakor ni dobila le od slonov; kateri koli živalski zob ali okel, ki se uporablja kot material za rezbarjenje, se lahko imenuje 'slonovina', čeprav se navadno dodaja ime vrste in se uporablja veliko število različnih vrst oklov ali velikih zob. Zobje imajo tri elemente: zunanji zobni emajl, nato glavno telo zobovina in notranji koren osteo-dentin. Za rezbarjenje sta v pri večini živalskih zob uporabni obe zadnji, vendar je tršo sklenino preveč težko rezbariti in zahteva najprej odstranitev z brušenjem. To je primer s povodnim konjem, katerega zobna sklenina (na največjih zobeh) je približno tako trda kot žad. Slonova slonovina, ki je v največjih kosih, je relativno mehka in enakomerna ter idealen material za rezbarjenje. Vrsto živali, iz katere izhaja slonovina, se običajno lahko določi s pregledom pod ultravijolično svetlobo, kjer različne vrste kažejo različne barve. 
Evrazijska slonova slonovina je bila običajno pridobljena iz oklov slonov v Indiji in v rimskih časih iz Severne Afrike; podsaharska Afrika je v 18. stoletju postala glavni vir. Pridobivanje slonovine je privedlo do izumrtja ali bližnjega izumrtja slonov v večini njihovih nekdanjih življenjskih območjih. V zgodnji srednjeveški Severni Evropi so se mroži za slonovino lovili južno od Grenlandije do Skandinavije, južne Anglije ter severne Francije in Nemčije. V Sibiriji in arktični Severni Ameriki se okli mamutov lahko pridobijo iz permafrosta; to je postal velik posel v 19. stoletju. , pri čemer so se obsojenci uporabljali za veliko dela. 25.000-letna Venera Brassempouyja, verjetno najzgodnejša resnična podobnost človeškega obraza, je bila izklesana iz mamotne slonovine, nedvomno sveže ubitih. V severni Evropi, v zgodnjem srednjem veku, je bilo slonovino lažje pridobiti od trgovanja z Vikingi in pozneje z norveškimi naselbinami na Grenlandiji, kot južno slonovino; v tem času so mroži živeli verjetno veliko bolj južno kot danes . Zobje kita glavača so še en vir in rezbarjenje kosti je bilo v navadi pri mnogih kulturah brez dostopa do slonovine. Kot daleč najcenejša alternativa  v srednjem veku so bili pogosto uporabljen kitovi vosi bodisi iz baskovske kitolovske industrije ali naravnih naplavin.

## Evropa

### Antika in srednji vek
Krizelefantinski kipi so iz mešanice slonovine, običajno za prikaz mesnatih delov in drugega materiala, običajno pozlačene, za oblečene dele in so bili uporabljeni v številnih najpomembnejših kulturah v antični Grčiji in drugih kulturah. Med njimi je bila ogromna Atena Partenos, kip grške boginje Atene, ki jo je izdelal Fidija, in je bila postavljena v notranjosti Partenona na Akropoli. Slonovina se bo zelo dobro ohranila, če je suha in ne vroča, toda v večini podnebij pogosto ne stane v tleh, tako da je naše znanje o stari grški slonovini omejeno, medtem ko je ohranjenih razumno število poznih rimskih predmetov, večinoma plošč iz diptihov ohranjenih nad tlemi, ki so običajno v cerkvenih zakladnicah.
Slonovina je bila uporabljena v Darejevi palači v Susi v Ahemenidskem cesarstvu, v skladu z napisom Dareja I. Surovina je bila iz Afrike (Nubija) in Južne Azije (Taksile in satrapije Arahozija). 
Brez dvoma so bile iz slonovine izdelane tudi figurice in druge vrste predmetov, ki so bili ohranjeni v antični rimski keramiki in drugih medijih, vendar so zelo redki. Nekaj rimskih skrinjic s ploščami iz slonovine z reliefnimi rezbarijami je ohranjenih, taki predmeti so bili kopirani v zgodnjem srednjem veku – frankovska skrinja iz kosti je anglosaška različica iz 8. stoletja in bizantinska skrinja iz Verolija iz približno leta 1000. Obe vsebujeta mitološke prizore, germanske in klasične, ki jih najdemo v nekaj drugih delih teh obdobij.
Najpomembnejše pozno antično umetniško delo iz slonovine je Maksimijanov prestol. Maksimijanova cathedra, škofa v Raveni (546-556), je bila v celoti prekrita s slonovinastimi ploščami. Verjetno je bila izrezljana v Konstantinoplu (danes Carigrad) in odposlana v Raveno. Sestavljajo jo okrasne cvetlične plošče obkrožene z različnimi figuralnimi ploščami, vključno z eno s kompleksnim monogramom škofa. 
Pozno rimski konzulski diptih so kot darila podarili konzuli, civilni uradniki, ki so igrali pomembno upravno vlogo do leta 541 in so bili sestavljeni iz dveh plošč, izrezanih na zunanjih straneh s podobo konzula, ki so jih povezovali tečaji. Oblika je bila kasneje sprejeta v krščanstvu, s podobami Kristusa, Marije in svetnikov. Uporabljali so jih posamezniki za molitev.
Plošče iz slonovine so bile uporabljene kot knjižni pokrovi v 6. stoletju, po navadi kot osrednji del obdan s kovino in gemami. Včasih so bili sestavljeni iz do pet manjših plošč zaradi omejene širine materiala. Taka skupina je predstavljala kompozicijsko shemo s Kristusom ali Marijo v središču in angeli, apostoli in svetniki v bočnih ploščah. Platnice iz slonovine so bile uporabljene za dragoceno vezavo najdragocenejših iluminiranih rokopisov. Zelo malo draguljarskih kovinskih del, ki obdajajo take platnice, je ohranjenih nedotaknjenih, a precej več iz slonovine. 

### Visoki srednji vek in kasneje
Tipična bizantinska slonovina po ikonoklastičnem obdobju so triptihi. Med najbolj izjemnimi primeri je Harbavillski triptih iz 10. stoletja s številnimi figurativnimi ploščami. Tovrstni bizantinski triptih bi se lahko uporabljal le za zasebno uporabo zaradi relativno majhne velikosti. Drug znamenit triptih iz slonovine iz 10. stoletja je Borradailov triptih v Britanskem muzeju, s samo eno osrednjo podobo (Križanje). Romanova slonovina je podoben verskim triptihom, vendar njegova osrednja plošča kaže Kristusa, ki je krona cesarja Romana in cesarico Evdokijo. Obstajajo različne teorije ta katerega bizantinskega vladarja je bil triptih izdelan. Ena od možnih rešitev je Romano II., ki kaže na datum izdelave med letoma 944 in 949. Zdi se, da se je rezbarjenje slonovine v Bizancu v 12. stoletju zmanjšalo ali v veliki meri izginilo.
Zahodna Evropa je prav tako izdelovala poliptihe, ki so v gotskem obdobju običajno imeli stranske plošče z razčlenjenimi reliefnimi prizori, namesto vrst svetnikov, ki so bili znani iz bizantinskih del. To so bili običajno prizori Življenje Device ali Kristusovo življenje. Če je bil triptih, je imela glavna plošča še vedno vzvišeno sceno večjega obsega, diptihi pa so bili pogosto samo s pripovednimi prizori. Zahodna umetnost ni delila bizantinskih ovir o kipih: reliefi so postajali visoki, majhni kipi so bili pogosti, kar predstavlja veliko najboljših del. Šah in igre na srečo so bile pogosto velike in temeljito izrezljane; Lewisove šahovske figure je med najbolj znanimi.
Olifanti so bili rogovi, narejeni od konca slonovega okla, po navadi izrezljani vsaj na delu svoje površine. Morda so bili večji za prikaz kot uporabo v lovu.
Večina srednjeveške slonovine je bila pozlačena in obarvana, včasih povsod in včasih samo v delu, vendar je le malo sledi površinskega barvanja ohranjenega; mnoge so očistili trgovci iz 19. stoletja. Precej gotske slonovine je ohranjene z originalno barvo in v dobrem stanju. Stopnja ohranitve plošč je bila vedno razmeroma visoka v primerjavi z ekvivalentnimi luksuznimi predmeti, kot je plemenita kovina, ker tanke plošče slonovine ni mogoče ponovno uporabiti, čeprav so bile nekatere obrnjene in izrezljane na hrbtni strani. Večina plošč za knjižne platnice je zdaj ločena od svojih izvirnih knjig in kovinskih delov, zelo pogosto zato, ker je bila ta odstranjena za uničenje. Prav tako so bolj robustne kot majhne slike. Predmeti iz slonovine so bili vedno cenjeni in zaradi svoje stopnje ohranjanja in prenosljivosti zelo pomembni pri prenosu umetniškega sloga, še posebej v karolinški umetnosti, ki je kopirala in spreminjala mnoge poznoantične predmete iz slonovine.
Slonovina je postajala v srednjem veku vedno bolj dostopna, najpomembnejši center rezbarstva pa je postal Pariz, ki je imel skoraj industrijsko proizvodnjo, ki so jo izvažali po vsej Evropi. Sekularna dela ali verska za laične ljudi so postopoma prevzeli iz proizvodnje duhovščine. Zrcalna, igralni predmeti, škatle in glavniki so bili med značilnimi izdelki, pa tudi majhni osebni verski diptihi in triptihi. Skrinja s prizori romanc (Walters 71264) je primer majhne skupine zelo podobnih škatel, ki jih je verjetno predstavil prihodnji ženin svoji prihodnji ženi, in združuje številne prizore iz srednjeveške ljubezenske književnosti.
Slonovina po koncu srednjega veka ni bila več tako pomembna, vendar se je še naprej uporabljala za plošče, majhne figure, še posebej za Križanje, pahljače, ročke za jedilni pribor in veliko drugih predmetov. Dieppe v Franciji in Erbach v Nemčiji sta postala pomembni središči, specializirani za bogata umetelno prevotljena dela in modele ladij. Holmogorji je bil stoletja središče ruskega sloga rezbarjenja, nekoč v mamutovih oklov, kasneje večinoma iz kosti . Scrimshaw, običajno oblika graviranja in ne rezbarjenja, je vrsta večinoma naivne umetnosti, ki so jo prakticirali kitolovci in mornarji na kitovih zobeh in drugi morski slonovini, večinoma v 18. in 19. stoletju. Slonovina je bila do konca 19. stoletja uporabljena za kroglice za namizne igre, kot sta biljard in snooker, tudi ko so igre postale veliko bolj razširjene. Druga uporaba je bila za bele tipke glasbil in ročaje jedilnega pribora.

## Islamska slonovina
Slonovina je zelo primeren material za zapletene geometrijske vzorce islamske umetnosti in se veliko uporablja za škatle, intarzijo v les in druge namene. Od 750—1258  je bil islamski svet bolj uspešen kot Zahod in je imel veliko lažji dostop do slonovine iz Indije in Afrike, zato je islamska uporaba gradiva občutno bolj radodarna od evropske, z več precej velikimi skrinjami, okroglimi škatlami, ki uporabljajo polni del okla in druge predmete. Ažur, kjer je plošča slonovine razrezana desno skozi dele modela je zelo pogosta, kot je v islamskih lesenih delih. Tako kot mnogi vidiki islamske slonovine to odraža bizantinske tradicije, ki jih je podedoval islam. Islamski anikonizem se je pogosto manj strogo uveljavljal v majhnih dekorativnih delih, številne so čudovite figure živali in človeške figure, še posebej lovci. 

## Indija
Indija je bila od davnih časov glavni center za rezbarjenje v slonovine, kar je razvidno iz Bagramske slonovine.
Muršidabad v zvezni državi Zahodna Bengalija v Indiji, je bil slaven center za rezbarijo iz slonovine. Komplet mize in stolov iz slonovine, prikazan na Victoria Memorial v Kalkuti, je odličen primer rezbarjenja, ki so ga opravili murshidabadski rezbarji. Stol ima pet nog z oporo za roke, kjer se tri noge končajo s tigrovo šapo, medtem ko sta ostali dve z odprto tigrovo glavo. Miza kot tudi stol ima odličen perforiran cvetlični motiv (jaali delo) s sledmi zlate obloge. To mizo in stol je muzeju daroval maharadža iz Darbhange. Murshidabadski rezbarji so imenovali trden konec slonovega okla Nakshidant, srednji del  Hondidant in debel votel konec Galhardant. Za svoje delo so raje uporabljali trden konec. Spektakularne primere teh del je še vedno mogoče videti na Darshanskih vratih Zlatega templja v Amritsarju in na vhodnih vratih spomenika sultanu Tipu iz Mysoreja.
Rezbarije iz slonovine so bile razširjene tudi v Južni Indiji, zlasti v Mysoreju in v Tamil Naduju, pa tudi v Uttar Pradešu in Radžastanu. Tudi na Šrilanki so bili znani mojstri.

## Vzhodna Azija
Slonovina ni bila prestižno gradivo v precej strogi hierarhiji kitajske umetnosti, kjer je bil žad vedno bolj cenjen in nosorogov rog, ki ni slonovina, je imel posebej ugoden položaj [16]. Toda slonovina in kost sta bila uporabljena za različne predmete že od zgodnjih časov, ko je Kitajska še imela svoje vrste slona - povpraševanje po slonovini je imelo veliko vlogo pri njihovem izumrtju, ki je nastalo okoli 100 let pred našim štetjem. Od dinastije Ming so slonovino začeli uporabljati za majhne kipce bogov in drugo. V dinastiji Čing je naraščal okus za zapleteno rezbarstvo in postalo vidnejše, saj se je uporabljalo za krtače, škatle, ročaje in podobne predmete, kasneje pa je Kanton razvil velike modele hiš in drugih velike in bleščeče predmete, ki so še vedno priljubljeni.  Ogromni primeri so še vedno vidni kot dekorativni predmeti na vladnih sprejemih. Figure so bile običajno neobdelane ali samo z določenimi značilnostmi, pobarvane s črnilom, pogosto samo črno, včasih pa še nekaj drugih barv.
Do 18. stoletja je Kitajska precej trgovala s predmeti, kot so figure narejene za izvoz v Evropo, in v obdobju Meidži je sledila Japonska. Japonska slonovina za domač trg so bili tradicionalno večinoma majhni predmeti, kot so miniaturne figurice netsuke, za katere je bila od 17. stoletja uporabljena slonovina ali pa majhni vložki za meče in podobno. V poznejšem 19. stoletju pa so z afriško slonovino postajali predmeti večji, kot je dovoljeval material in izrezljan z virtuoznim znanjem. Posebnost so bile okrogle krogle za sestavljanke, ki so vsebovale vrsto manjših kroglic, ki so se svobodno vrtele v njih, poklon potrpežljivosti azijskih obrtnikov.

## Pobarvana slonovina
- Pobarvan gotiski diptih.
- Prameni, vključno oblačilo na tem gotskem angelu
- Erotiča azijska slonovina s črno, zeleno in redčo tinto